# Байда, Дмитрий Владимирович
Дмитрий Владимирович Байда (род. 5 ноября 1975, Южно-Сахалинск) — российский футболист, нападающий.

## Биография
Дмитрий Байда родился в девятом микрорайоне Южно-Сахалинска. Там же во дворе начал играть в футбол. В 1981 году пришёл в футбольную секцию города, его первым тренером стал Владимир Комаров. Сначала он занимался в команде своего возраста (1975 года рождения), но позднее стал играть за более старшую команду. Первым детским турниром для Байды стало первенство Сахалинской области среди юношей 1972—1973 годов рождения. Затем участвовал в прочих областных и региональных турнирах. Часто выезжал на первенства Сибири и Дальнего Востока.
В 1989 году, когда Дмитрию было четырнадцать лет, его семья перебралась на жительство в Крым. В Симферополе продолжил обучение в местной спортивной школе, где его тренером был Николай Заяев. Постепенно он дорос до уровня дубля местной команды «Таврия», его несколько раз выпускали за основу в товарищеских матчах.
В сезоне 1995/96 играл в Венгрии, в клуб 4-го дивизиона «Захонь».
Вернувшись из Венгрии, выступал за «Локомотив» Минеральные Воды, клуб в своей зоне занял четвёртое место, а Байде выходил на поле в 29 из 34 игр команды, в которых он забил девять мячей. В 1997 и 1998 годах играл в высшей лиге Белоруссии за «Торпедо-Кадино» из Могилёва. в 1998 играл в «Газовике» из Оренбурга.
Далее выступал в Чехии за «Слован» Либерец, а во Франции — за команду второго дивизиона «Мартиг». В Польше, по словам футболиста, играл в высшей лиге, однако за какой клуб, неизвестно.
С июня 2001 года играл в «Динамо» Махачкала. В 2002 году играл за подмосковный клуб Первого дивизиона «Химки», где он занимался под руководством известного советского тренера Анатолия Бышовца. Правда, долго ему в «Химках» задержаться не удалось, и тот сезон он доигрывал в клубе «Кузбасс-Динамо» Кемерово. Потом возвращался в Махачкалу, полтора сезона провёл в барнаульском «Динамо». В 2005 году был выбран лучшим нападающим зоны «Восток» Второго дивизиона. После того, как в том же 2005 году в Барнауле сменилось руководство, которое не ставило перед командой больших задач, был вынужден покинуть клуб, так как, по его словам, был максималистом, и перебрался в «Звезду» из Иркутска, перед которой была поставлена цель повышения в классе, чего по итогам сезона клуб и добился.
В сезоне 2013/14 исполняя должность вице-президента в клубе «Банга» федерацией футбола Литвы был дисквалифицирован на два года за «непредоставление быстрого и добровольного раскрытия любой известной информации».